# Banda minima garantita
La banda minima garantita (BMG) è definita come la velocità minima che il provider di connessione ad Internet (ISP) è in grado di garantire al cliente in ogni istante anche in caso di congestione della rete e rappresenta la priorità di passaggio dei pacchetti IP in entrata ed in uscita verso la rete Internet. L'unità di misura è il kbps (kilobit al secondo). Sulla rete internet,  tra la rete di accesso e la rete di trasporto / dorsale, c'è un router IP denominato PE (Provider Edge) che ripartisce la banda sui vari accessi (clienti) in caso di congestione in funzione della BMG. La priorità è data ai pacchetti IP degli accessi con più alta BMG. I pacchetti dati degli accessi senza BMG ( ad esempio gli accessi in banda larga residenziali ) passano per ultimi.  
Il mercato della banda larga di tipo consumer/residenziale è di solito privo di BMG. Il mercato business ha invece diversi livelli di BMG.

## Differenze con la velocità minima garantita
La Banda Minima Garantita è spesso confusa con la velocità minima garantita, che invece esprime un valore medio sulle 12/24 ore al di sotto del quale l'utente ha il diritto di recedere dal contratto con il proprio provider senza penali.  
La Velocità Minima Garantita è stata introdotta dall'Autorità per le garanzie nelle comunicazioni ed è misurata attraverso un software gratuito, creato dalla stessa autorità nell'ambito del progetto istituzionale "Misurainternet" (Nemesys), che campiona i valori della connettività ADSL/FIBRA ogni quarto d'ora e certifica il risultato finale come media sulle 24/48h. La differenza tra le due grandezze è rilevante anche se spesso difficile da comprendere. La BMG è una banda dedicata in esclusiva al singolo accesso, definita contrattualmente, sempre disponibile e garantisce una priorità di passaggio sui nodi della rete, anche in caso di massima congestione. La Velocità Minima Garantita è un valore medio, non è un valore garantito, e non genera alcuna garanzia di priorità rispetto agli altri accessi.